# Andrejs Vilks
Andrejs Vilks (ur. 30 sierpnia 1954) – łotewski kryminolog, wykładowca i samorządowiec, radny Rygi (2001–2009).

## Życiorys
W latach 1972–1976 studiował w Wyższej Szkole Milicyjnej w Omsku, gdzie uzyskał stopień magistra prawa, następnie zaś kształcił się na studiach aspiranckich w Instytucie Naukowo-Badawczym Ministerstwa Spraw Wewnętrznych ZSRR. W 1993 w wyniku procesu nostryfikacji został doktorem nauk prawnych na Uniwersytecie Łotewskim (LU). Od 1993 był starszym współpracownikiem naukowym, zaś od 2006 jest profesorem LU.
Od 1976 do 1978 zatrudniony w MSW, następnie zaś m.in. jako wykładowca ryskiej filii Wyższej Szkoły MSW ZSRR w Mińsku (1981–1984), pracownik naukowy Instytutu Naukowo-Badawczego MSW ZSRR (1984–1989) i dyrektor Bałtyjskiego Wydziału Badań Kryminologicznych Instytutu Naukowo-Badawczego MSW (1989–1991). Po odzyskaniu przez Łotwę niepodległości w 1991 przeszedł do pracy w służbach bezpieczeństwa Łotwy, był m.in. dyrektorem Biura Badań Społeczno-Politycznych (1991–1993), następnie zaś Centrum Badań Kryminologicznych (1993–2003). Od 1996 wykłada na Wydziale Prawa Uniwersytetu Łotewskiego. W 2004 uzyskał zatrudnienie w Uniwersytecie Stradiņša w Rydze (RSU), gdzie był dziekanem Wydziału Studiów Europejskich. Od 2009 jest dziekanem Wydziału Prawa RSU.
W wyborach w 2001 i 2005 uzyskiwał mandat radnego Rygi. Był przewodniczącym Komisji Porządku Publicznego i Bezpieczeństwa (2001–2005) oraz przewodniczącym Klubu Radnych LSDSP (2007–2009). W wyborach w 2009 nie odnowił mandatu. W wyborach w 2006 i 2010 ubiegał się o miejsce w Sejmie z ramienia socjaldemokracji.
Od 2003 stoi na czele łotewskiego oddziału programu Europejskie Miasta Przeciwko Narkotykom (ECAD). Jest przewodniczącym Łotewskiego Towarzystwa Kryminologów oraz Towarzystwa "Bezpieczeństwo Sąsiedzkie".